# Casale Foot Ball Club 1924-1925
Questa pagina raccoglie i dati riguardanti il Casale Foot Ball Club nelle competizioni ufficiali della stagione 1924-1925.

## Stagione
Il Casale lottò per la vittoria del girone e a otto giornate dal termine era in vetta alla classifica a pari merito con Genoa, Modena e Pisa. Alla fine si classificò al terzo posto a tre punti dal Genoa vincitore del girone.

## Rosa
| N. |                   | Ruolo | Calciatore           |
| -- | ----------------- | ----- | -------------------- |
|    | Italia (bandiera) | C     | Bargero II           |
|    | Italia (bandiera) | C     | Francesco Blando     |
|    | Italia (bandiera) | C     | Bartolomeo Bonino    |
|    | Italia (bandiera) | D     | Umberto Caligaris    |
|    | Italia (bandiera) | A     | Vittorio Cavigioglio |
|    | Italia (bandiera) | P     | Candido De Giovanni  |
|    | Italia (bandiera) | A     | Eduardo Gino Gabba   |
|    | Italia (bandiera) | D     | Luigi Gallino        |
|    | Italia (bandiera) | A     | Gallone              |
|    | Italia (bandiera) | C     | Bruno Ferraris II    |
|    | Italia (bandiera) | C     | Ernesto Greppi       |

| N. |                   | Ruolo | Calciatore          |
| -- | ----------------- | ----- | ------------------- |
|    | Italia (bandiera) | A     | Fortunato Lamon     |
|    | Italia (bandiera) |       | Alfonso Masoero     |
|    | Italia (bandiera) | A     | Angelo Mattea       |
|    | Italia (bandiera) | A     | Enrico Migliavacca  |
|    | Italia (bandiera) | D     | Eraldo Monzeglio    |
|    | Italia (bandiera) | C     | Oscar Ronza         |
|    | Italia (bandiera) | D     | Giuseppe Ticozzelli |
|    | Italia (bandiera) | P     | Paolo Timossi       |
|    | Italia (bandiera) | C     | Giuseppe Volta      |

## Risultati

### Prima Divisione

#### Girone A

##### Girone di andata
| Arbitro: | Bonello (Venezia) |

|                                     |           |            |
| Colombari 7’ (aut.) Blando 44’, 82’ | Marcatori | 22’ Favati |

| Arbitro: | Bistoletti (Milano) |

|                                             |           |  |
| Winkler 31’ Forlivesi 65’ Breviglieri I 81’ | Marcatori |  |

| Arbitro: | Galletti (Genova) |

|                 |           |  |
| Cavigioglio 65’ | Marcatori |  |

| Arbitro: | Guiot (Milano) |

|                                                       |           |                             |
| Migliavacca 6’, 43’ Mattea 12’, 48’, 81’ Lamon II 83’ | Marcatori | 4’, 45’ Cometto 76’ Ghidoni |

| Arbitro: | Moro (Sampierdarena) |

|           |           |                         |
| Janni 51’ | Marcatori | 44’ Lamon II 87’ Mattea |

| Arbitro: | Alfieri (Bologna) |

|                 |           |                |
| Blando 28’, 56’ | Marcatori | 45’ Santamaria |

| Arbitro: | Zennaro (Genova) |

|                    |           |  |
| Bargero 55’ (aut.) | Marcatori |  |

| Arbitro: | Sessa (Milano) |

|                            |           |           |
| Mattea 72’ Migliavacca 75’ | Marcatori | 16’ Rizzi |

| Arbitro: | Sani (Ferrara) |

|                          |           |            |
| Morandi 66’ Levratto 81’ | Marcatori | 75’ Blando |

| Arbitro: | Bellandi (Milano) |

|                                             |           |  |
| Gabba 21’ Lamon II 39’ Caligaris 67’ (rig.) | Marcatori |  |

| Arbitro: | Turbiani (Ferrara) |

|                                                     |           |  |
| Tornabuoni 2’ Rivolta 48’ Lanfritto 68’ Defendi 73’ | Marcatori |  |

##### Girone di ritorno
| Arbitro: | Livraghi (Milano) |

|                           |           |                            |
| Sbrana 61’ Moscardini 75’ | Marcatori | 26’ Blando 80’ Migliavacca |

| Arbitro: | Vagge (Genova) |

|                                       |           |  |
| Blando 1’ Gabba 59’, 75’ Lamon II 85’ | Marcatori |  |

| Arbitro: | Mauro (Milano) |

|  |           |            |
|  | Marcatori | 52’ Blando |

| Arbitro: | Ortali (Bologna) |

|                 |           |            |
| G. Rossetti 69’ | Marcatori | 50’ Blando |

| Casale Monferrato 1 marzo 1925 16ª giornata | Casale                   | 0 – 0 | Torino | Stadio Natale Palli\| Arbitro: \| Pinasco (Sestri Ponente) \| |
| Arbitro:                                    | Pinasco (Sestri Ponente) |       |        |                                                               |

| Arbitro: | Livraghi (Milano) |

|                                               |           |            |
| Lamon I 40’, 66’ Moruzzi 71’ (rig.) Catto 82’ | Marcatori | 81’ Blando |

| Arbitro: | Moro (Sampierdarena) |

|                 |           |  |
| Blando 18’, 25’ | Marcatori |  |

| Arbitro: | Salvagno (Venezia) |

|                                        |           |            |
| Giuliani 16’ Frisoni 42’ Gerardini 57’ | Marcatori | 30’ Mattea |

| Arbitro: | Moro (Sampierdarena) |

|                |           |  |
| Gabba 25’, 34’ | Marcatori |  |

| Arbitro: | Germani (Padova) |

|                           |           |               |
| Tansini 44’ Albertoni 71’ | Marcatori | 35’ Caligaris |

| Arbitro: | Olivari (Genova) |

|                       |           |             |
| Blando 35’ Mattea 87’ | Marcatori | 85’ Moretti |

## Statistiche

### Statistiche di squadra
| Competizione    | Punti | In casa | In casa | In casa | In casa | In casa | In casa | In trasferta | In trasferta | In trasferta | In trasferta | In trasferta | In trasferta | Totale | Totale | Totale | Totale | Totale | Totale | DR |
| Competizione    | Punti | G       | V       | N       | P       | Gf      | Gs      | G            | V            | N            | P            | Gf           | Gs           | G      | V      | N      | P      | Gf     | Gs     | DR |
| --------------- | ----- | ------- | ------- | ------- | ------- | ------- | ------- | ------------ | ------------ | ------------ | ------------ | ------------ | ------------ | ------ | ------ | ------ | ------ | ------ | ------ | -- |
| Prima Divisione | 27    | 11      | 10      | 1       | 0       | 27      | 7       | 11           | 2            | 2            | 7            | 10           | 23           | 22     | 12     | 3      | 7      | 37     | 30     | +7 |

### Statistiche dei giocatori
| Giocatore      | Prima Divisione | Prima Divisione |
| Giocatore      | Presenze        | Reti            |
| -------------- | --------------- | --------------- |
| G. Bargero     | 10              | 0               |
| F. Blando      | 20              | 13              |
| Bonino         | 6               | 0               |
| U. Caligaris   | 22              | 2               |
| Cavigioglio    | 21              | 1               |
| C. De Giovanni | 18              | -25             |
| E. Gabba       | 18              | 5               |
| L. Gallino     | 1               | 0               |
| Gallone        | 1               | 0               |
| E. Greppi      | 19              | 0               |
| F. Lamon (II)  | 18              | 4               |
| Masoero        | 1               | 0               |
| A. Mattea      | 22              | 7               |
| E. Migliavacca | 19              | 4               |
| E. Monzeglio   | 4               | 0               |
| Ronza          | 3               | 0               |
| G. Ticozzelli  | 22              | 0               |
| P. Timossi     | 4               | -5              |
| G. Volta       | 13              | 0               |